# Калье-де-Месонеро-Романос
Калье-де-Месонеро-Романос (исп. Calle de Mesonero Romanos), ранее известная как Калье-де-Оливо (исп. Calle del Olivo), — улица в центре Мадрида, столицы Испании, расположенная в баррио Соль и Универсидад (район Сентро). Она соединяет улицы Калье-дель-Кармен и Калье-дель-Десенганьо, пересекаясь с улицами Калье-де-ла-Абада и Гран-Виа. С конца XIX века она носит имя Рамона де Месонжеро Романоса, одного из самых выдающихся летописцев города, историка, костумбриста и бессменного библиотекаря Мадрида, «Любопытного оратора», который родился на этой улице в 1803 году.

## История
Первоначально улицы была разделена на две части: Оливо-Альта (от Калье-дель-Десенганьо до Калье-де-Хакометресо) и Оливо-Баха (от Калье-де-Хакометресо до Калье-дель-Кармен). Специалисты сходятся во мнении, что происхождение названия Калье-дель-Оливо связано с оливковой рощей или сохранившимся оливковым деревом, которое принадлежало монахам монастыря Сан-Мартин, а позднее — Хуану де ла Виктория Бракамонте.
В период с 1854 по 1856 год улица носила имя генерала Дульсе в честь военного, участвовавшего в Испанской революции 1854 года. Позднее, в связи со строительством Гран Виа, улица подверглась переустройству.
Месонжеро Романос родился 19 июля 1803 года на Калье-дель-Оливо, которая в конце того же века была переименована в его честь. Он унаследовал свой родной дом здесь и всю свою жизнь работал и вёл дела на этой улице. К нему сюда приезжали мадридцы всех сословий и идеологий, а также влиятельные аристократы и торговые агенты со всего мира. Будучи писателем, журналистом и историком Месонеро Романос сочетал эти интересы со своей профессией управляющего и торгового агента.
Есть данные, что писатель и поэт Бенито Перес Гальдос, поклонник и друг Месонжеро, жил на этой улице в студенческие годы. Валенсийский писатель Висенте Бласко Ибаньес основал здесь своё издательство «Hispano-americana» с «социальными ценами на книги на социальные темы» (Диккенса, Толстого и других авторов), о чём рассказывает Артуро Бареа в своём романе «Становление бунтаря» (исп. La forja de un rebelde). Несколькими годами ранее другой романист, Пио Бароха, поместил на Калье-де-Месонеро-Романос пансион доньи Касианы, любимого персонажа своей трилогии «Борьба за существование» (исп. La lucha por la vida). Выбор Барохи был сделан явно с отсылкой к El Imparcial, мадридской газете, с которой он сотрудничал, также имела свою штаб-квартиру на Калье-де-Месонеро Романос. Позднее, в 1913 году, типография и офисы газеты, основанной в 1867 году Эдуардо Гассет-и Артиме, дедом Хосе Ортеги Спотторно (основателя газеты El País), были поглощены новой улицей Гран Виа.
В 1905 году, книготорговец и издатель Грегорио Пуэйо перенёс свой книжный магазин с Калье-дель-Кандиль на Калье-де-Месонеро-Романос. Это заведение привлекало богему, модернистов и литературных гениев, таких как мастер гротеска Рамона Валье-Инклана (который впоследствии увековечил книготорговца в пьесе «Огни Богемы», дав ему прозвище «Заратустра»). Другими постоянными посетителями магазина были художник Хуан Грис, писатели Эмилио Каррере и Фелипе Триго .

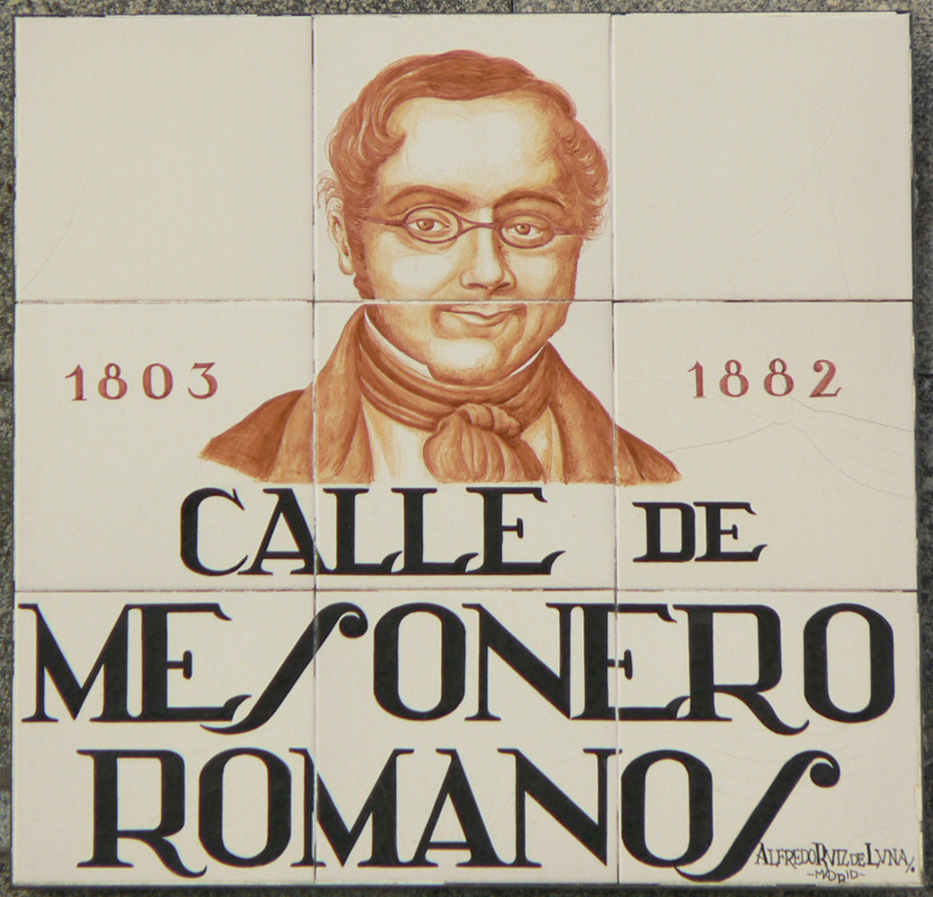
Табличка с названием улицы, работа керамиста Альфредо Руиса де Луны[исп.]
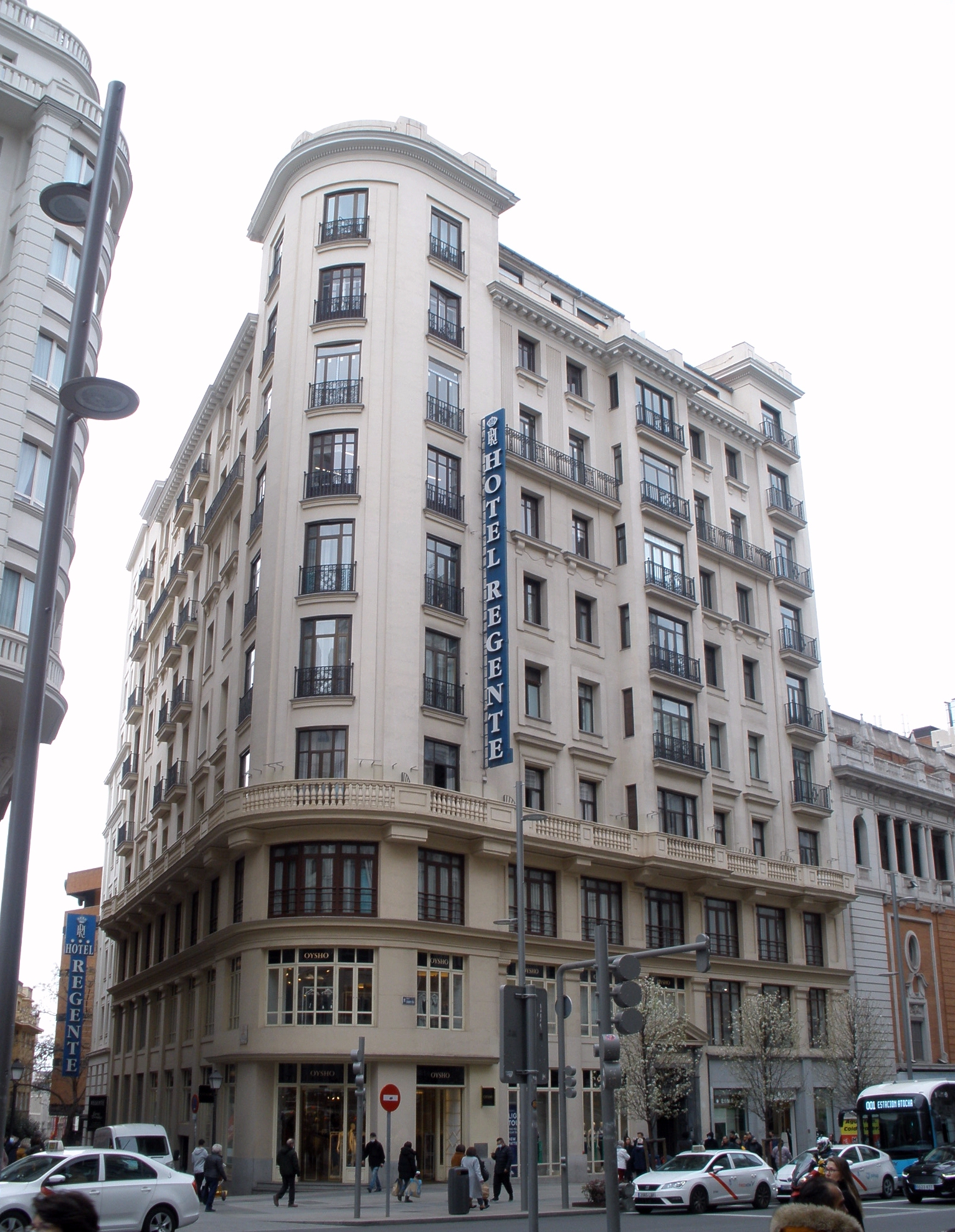
Отель «Рехенте», расположенный на пересечении Калье-де-Месонеро-Романос с Гран-Виа
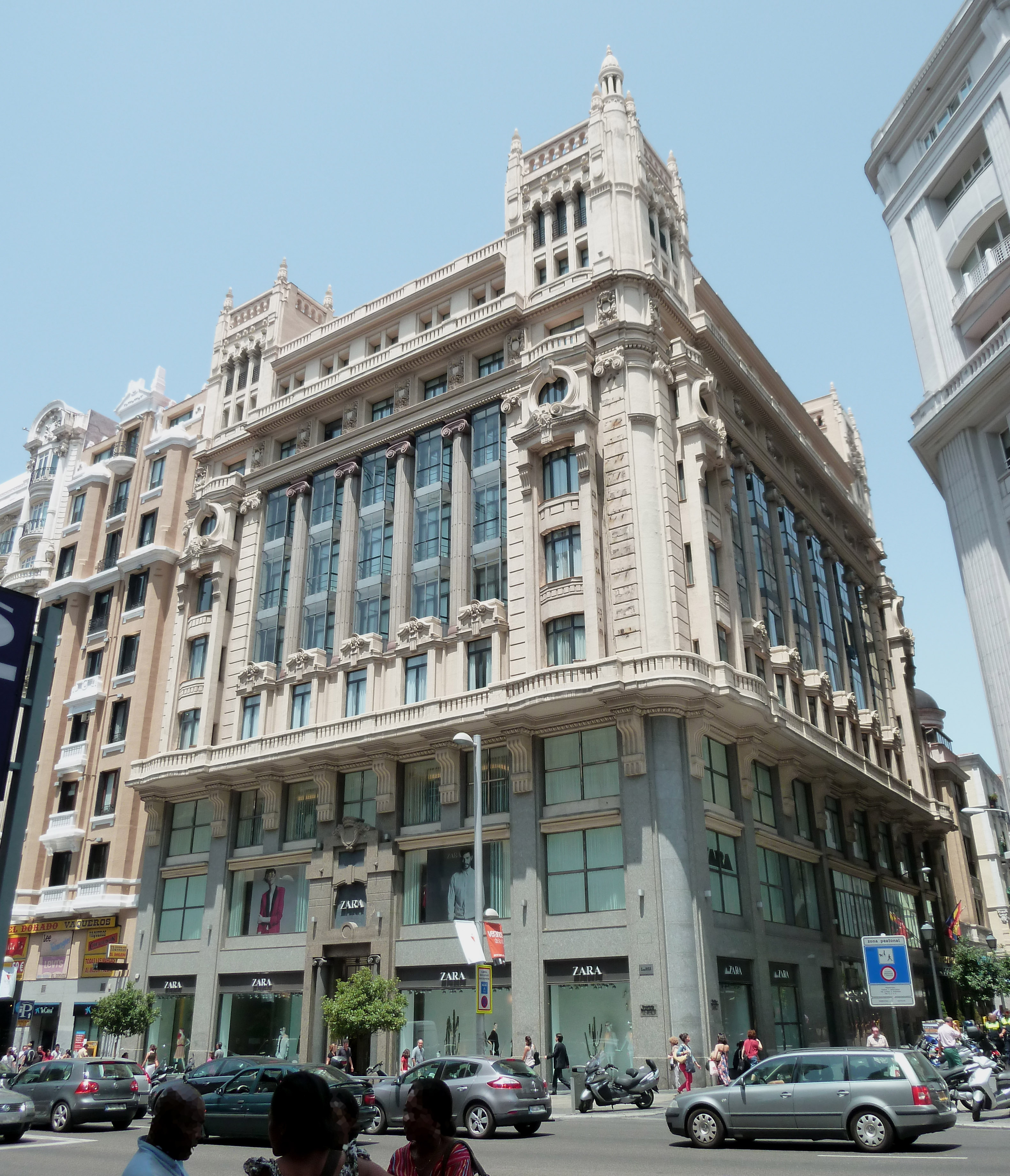
Отель «Трип Сибелес», расположенный на пересечении Калье-де-Месонеро-Романос с Гран-Виа